# Reheated
 (décembre 2016).
Albums de Canned Heat
Boogie up the Country
(1987) Burnin' Live
(1991)
Reheated est le douzième album du groupe de blues rock californien Canned Heat, sorti en 1988.

## Présentation
Le groupe est alors composé de deux membres de la formation « classique » de Canned Heat, à savoir Fito de la Parra et Larry Taylor ; aux côtés de deux musiciens accomplis, James Thornbury et Junior Watson. 
Parmi les titres, on retrouve une nouvelle version de Bullfrog Blues, que le groupe avait déjà enregistré en 1967 pour la face B de son premier single. Built for Comfort est un morceau composé par Willie Dixon et popularisé par Howlin' Wolf. Take Me to the River est une chanson R&B/soul enregistrée par de nombreux artistes, dont Al Green et les Talking Heads. L'album contient également une reprise de Tom Waits, Gunstreet Girl.

## Liste des titres
Face A
1. Looking for the Party (R. Barroso, Jim Nash) – 3:45
2. Drifting (E. Boyd) – 2:47
3. I'm Watching You (Al Blake) – 5:18
4. Bullfrog Blues (Canned Heat) – 2:57
5. Hucklebuck (Trad. Arr. Junior Watson) – 4:45
6. Mercury Blues (K.C. Douglas)– 3:14

Face B
1. Gunstreet Girl (Tom Waits) – 3:47
2. I Love to Rock & Roll (B. Bocage) – 2:35
3. So Fine (Betty Jean) (Corthen, Neill, Colbert) – 5:06
4. Take Me to the River (Al Green, M. Hodges) – 4:08
5. Red Headed Woman (Taylor, Kaplan, Mann, Innes) – 3:55
6. Built for Comfort (Willie Dixon) – 3:47

## Crédits
Canned Heat
- Fito de la Parra – batterie, chant
- Larry Taylor – basse, guitare, chant
- James Thornbury – guitare slide, harmonica, chant
- Junior Watson – guitare soliste, voix

Production
- Ingénieur du son : Marvin "The Blade" McNeil
- Mixé aux Sounder Studios, à Granada Hills, Californie
- Masterisé aux Digiprep Studios, Hollywood, Californie
- Chef de production : Wolfgang Rott